# Korčula
Korčula (italijansko Curzola, latinsko Corcyra Nigra) je južnodalmatinski otok v Srednjem Jadranu. Leži južno od Hvara, severno od Lastova in zahodno od Pelješca. S površino 271,47 km² je po velikosti šesti največji hrvaški otok in tretji med otoki Dalmacije, po dolžini obale (181,7 oz. 190,3) pa je uvrščena na peto ali šesto mesto med jadranskimi in na drugo mesto (za Hvarom) med dalmatinskimi otoki. Korčula je glavni otok Korčulskega otočja, ki ga setavlja še 19 manjših otočkov okoli nje. S celino jo povezujeta dva trajekta na linijah Split-Vela Luka in Orebić-Dominče.
Upravno je otok razdeljen na mesto Korčula (Grad Korčula) in na občine Vela Luka, Blato, Smokvica in Lumbarda, ki spadajo v Dubrovniško-neretvansko županijo in ki štejejo skupaj okoli 14.000 prebivalcev (2021).

## Geografija
Tako kot vsi dalmatinski otoki se tudi Korčula razteza v približni smeri vzhod - zahod. Dolžina otoka je 46,8; v širino pa meri od 5,3 do 7,8 km. Vzhodni in zahodni del otoka sta nizka, osrednji del pa visok. Najvišja vrhova sta Klupca (568 mnm) in Kom (510 mnm). Obala je zelo razvejana. Podnebje je blago: srednja januarska temperatura je 9,8 °C, julijska pa 26,8 °C. Letno je na Korčuli okoli 2675 sončnih ur, otok pa je v poletnih mesecih izpostavljen svežemu maestralu. Povprečno letno pade 1100 mm padavin. Otok je bil obilno porasel s sredozemskim rastlinjem, vinogradi in borovimi gozdički, dokler ga ni 1998 prizadel strahovit požar v katerem je pogorel ves osrednji del med naseljema Blato in Smokvica.

## Prebivalstvo
Na Korčuli je po popisu iz 2001 stalno živelo 16.182 prebivalcev, 2011 15.522, leta 2021 pa le še okoli 14.000. Korčula je drug najštevilneje poseljen otok na Jadranu za Krkom.

## Gospodarstvo
Gospodarsko pomembne panoge na otoku so: poljedelstvo, vinogradništvo, sadjarstvo, ribolov, predelava rib, ladjedelništvo in turizem.

## Zgodovina
Korčula je bila naseljena že v času neolitika. V 6. stoletju pr. n. št. je bila na otoku 
grška kolonija. Takrat se je zaradi obsežnih in gostih gozdov imenovala Korkyra Melaina (Črna Korkyra). Za časa vladanja rimskega cesarja Oktavijana so Korčulo leta 35 pr. n. št. zavzeli Rimljani, leta 555 pa je bila priključena bizantinskemu cesarstvu. V 9. stoletju so otoku vladali Neretljani, nato pa so se večkrat izmenjali: Benečani, bosanski vladarji in dubrovniška republika, od leta 1420 do 1797, pa je bil otok ponovno pod oblastjo Benetk. V času Napoleonovih vojn je bil izmenoma pod avstrijsko, francosko in britansko oblastjo od 1815 do 1918 pa ponovno pod Avstrijo.
Pravljična Korčula je baje bila dom prelepe Kerkyre, junakinje grške mitologije, po kateri je Korčula dobila ime,  dom pa naj bi ji odredil sam bog Posejdon. Tudi svetovni popotnik Marco Polo je imel svoj dom na Korčuli. 

## Naselja na otoku
Na otoku se nahaja več naselij: Babina, Blato, Brna, Čara, Korčula (edina s statusom mesta na otoku), Lumbarda, Potirna, Prižba, Prigradica, Pupnat, Pupnatska Luka, Račišće, Smokvica, Vela Luka (največje naselje na otoku), Karbuni, Kneža, Zavlatica, Žrnovo

## Galerija slik
- Korčula
- Domnevno rojstna hiša Marka Pola
- Korčula